# 7414 Bosch
För andra betydelser, se Bosch (olika betydelser).
7414 Bosch eller 1990 TD8 är en asteroid i huvudbältet som upptäcktes den 13 oktober 1990 av de båda tyska astronomen Freimut Börngen och Lutz D. Schmadel vid Tautenburg-observatoriet. Den är uppkallad efter den tyske kemisten och nobelpristagaren Carl Bosch.
Asteroiden har en diameter på ungefär 11 kilometer.